# Anton Kaindl (Bildhauer)

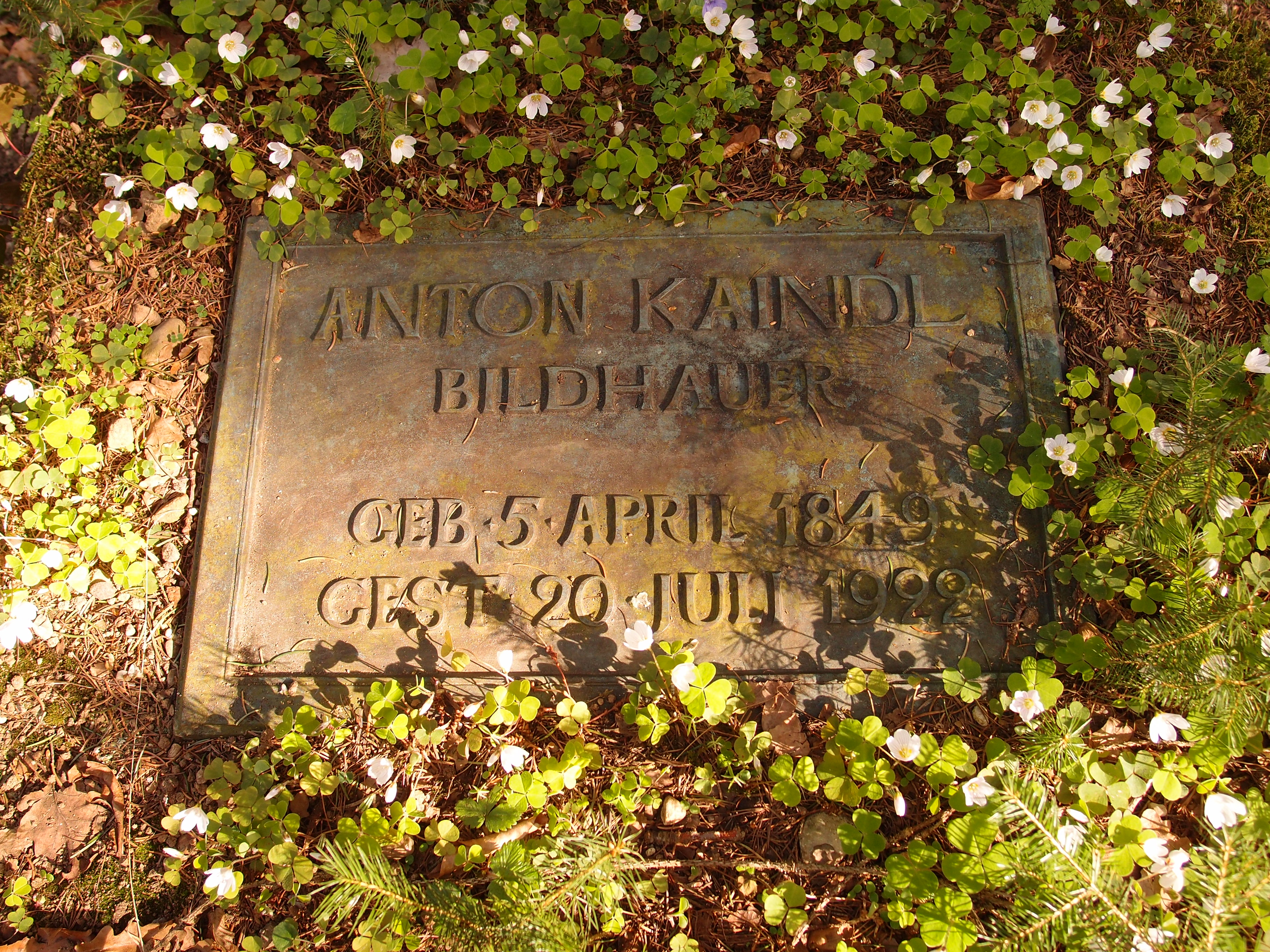
Grab von Anton Kaindl; München, Waldfriedhof, Alter Teil

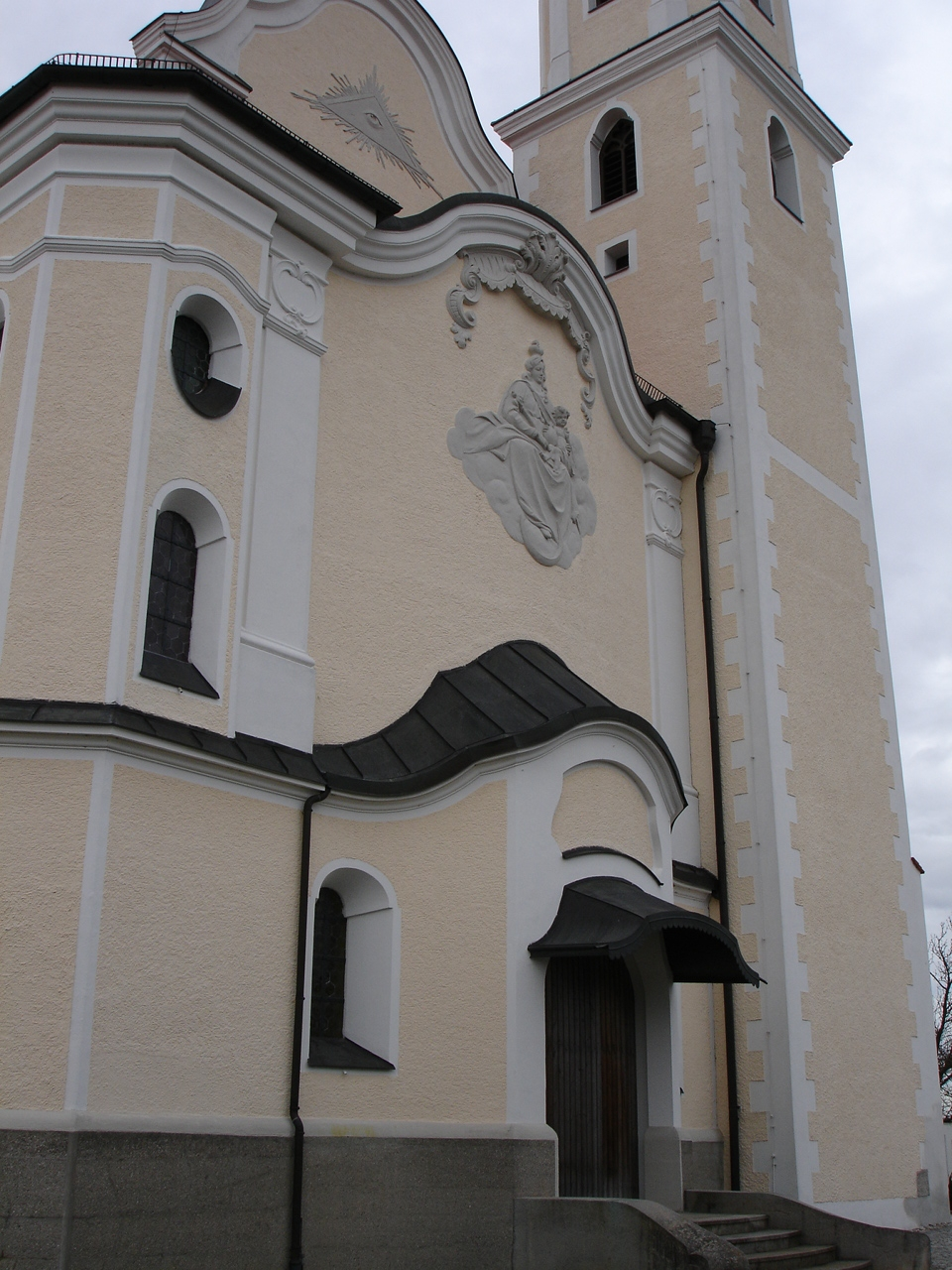
Stuckrelief-Madonna an der Eingangsfront der St.-Michael-Pfarrkirche in Schönberg

Anton Kaindl (* 5. April 1849 in München, Königreich Bayern; † 20. Juli 1922 bei Benediktbeuern, Freistaat Bayern) war ein deutscher Bildhauer.

## Leben
Kaindl wurde als Sohn des Kistlergesellen und Klaviermachers Anton Kaindl sen. und dessen Frau Sophie Silbernagel geboren. Er wuchs in München auf und zeigte früh künstlerisches Talent. Nach dem Schulabschluss studierte er an der Münchner Königlichen Kunstakademie Bildhauerei.
Um die Wende zum 20. Jahrhundert schuf er insbesondere im Münchner Umland zahlreiche Kriegerdenkmale, die in Erinnerung an die Gefallenen des Deutschen Krieges von 1866 und des Deutsch-Französischen Krieges von 1870/71 entstanden und ihm den Beinamen Soldaten-Kaindl einbrachten.

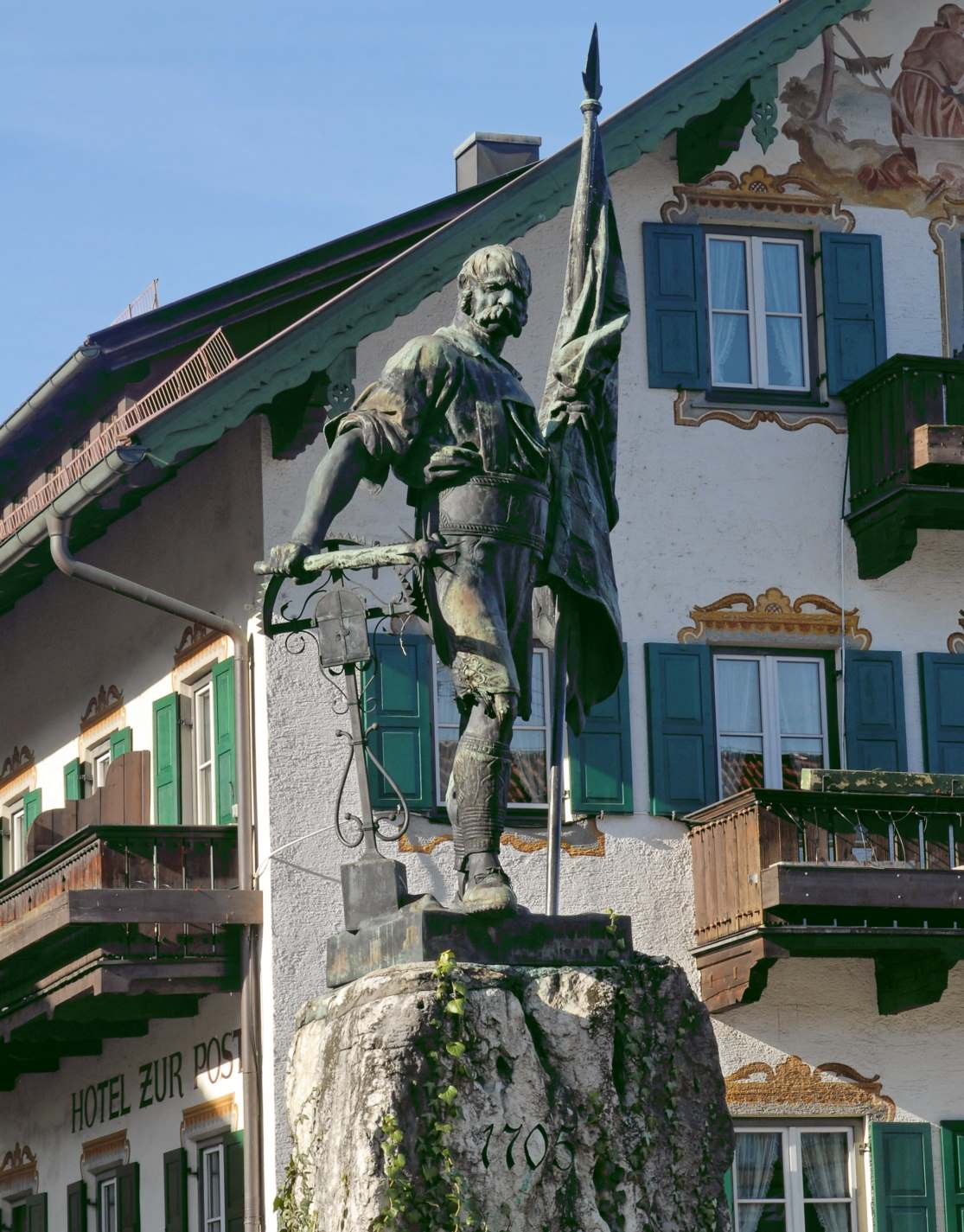
Denkmal des Schmieds von Kochel

Zu seinen bekanntesten Werken zählen die Kriegerdenkmale auf dem Rotkreuzplatz in München und in Kolbermoor sowie das Schmied-von-Kochel-Denkmal in Kochel am See. In Zusammenarbeit mit Hygin Kiene entstand auf dem Marktplatz von Rain am Lech 1914 das große Tillydenkmal und auch das Oberländerdenkmal in Waakirchen, wobei der Löwe auf einer Lanze von Hygin Kiene stammt und die vier Reliefs auf dem Sockel mit Szenen aus der Sendlinger Mordweihnacht Anton Kaindl schuf. 
Zusammen mit Hygin Kiene schuf Kaindl den umfangreichen Figurenzyklus am Rathaus St. Johann in Saarbrücken, das Georg von Hauberisser in Anlehnung an das Neue Rathaus in München entworfen hatte.
Für die Pfarrkirche Maria Immaculata in Dietelskirchen schuf er die 14 Kreuzwegstationen, die Armenseelen-Darstellung und die Apostelfiguren im Presbyterium. Die Pfarrkirche St. Martin und St. Maria Magdalena in Obertaufkirchen wurde von ihm mit dem Neorokoko-Stuck ausgeschmückt.
Am 20. Juli 1922 erlitt Kaindl beim Aufstieg zur Benediktenwand, seinem Lieblingsberg, einen Herzschlag. Er wurde auf dem Münchner Waldfriedhof beigesetzt.

## Werke (Auswahl)

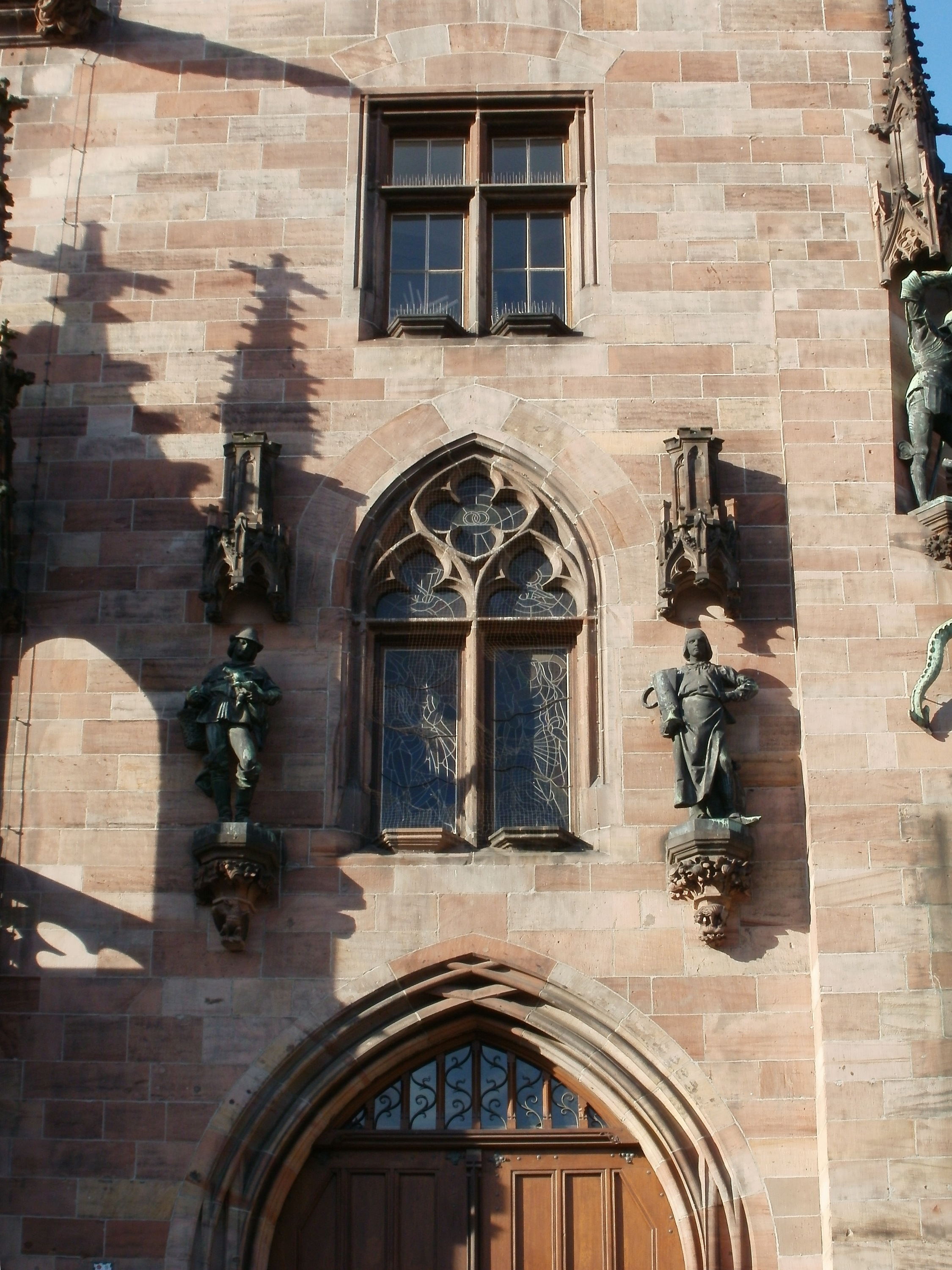
Rathausturm St. Johann; St. Johanner Ständezyklus, hier Bauer und Brauer von Anton Kaindl

- 1888 – München-Neuhausen, Rotkreuzplatz, Kriegerdenkmal 1870/71 für die Gefallenen von Neuhausen. Um 1970 abgebaut und an unbekanntem Ort eingelagert
- 1889 – München, Thierschstraße 25/27/29: plastisches Dekor der Hausteinfassade
- 1896 – Penig: Kriegerdenkmal für die Gefallenen des Krieges von 1870/71
- 1901 – Aschheim: Kriegerdenkmal für die Gefallenen der Kriege von 1866 und 1870/71
- 1904 – Grünwald: Kriegerdenkmal für die Gefallenen des Krieges von 1870/71
- 1905 – Waakirchen: Oberländerdenkmal zur Erinnerung an die Gefallenen der Sendlinger Mordweihnacht und der Kriege von 1866 und 1870/71
- 1914 – Rain: Tillydenkmal auf dem Rathausplatz
- 1916 – Schönberg: Stuckrelief und Madonna an der Fassaden-Westseite der Pfarrkirche St. Michael